# Pica-pau-sírio
O Pica-pau-sírio (Dendrocopos syriacus) é uma espécie de pica-pau (Picidae).

## Taxonomia
O pica-pau-sírio foi inicialmente descrito como Picus syriacus por Wilhelm Hemprich e Christian Gottfried Ehrenberg em 1833, com base num espécime colhido no Monte Líbano.